# 鈴鹿俊子
鈴鹿 俊子（すずか としこ、1909年9月18日 - 2008年2月20日）は、日本の歌人・随筆家。川田順の後妻。本名・川田俊子。

## 来歴
京都生まれ。同志社女子専門学校（のち同志社女子大学）中退。17歳のとき、家に下宿していた京都帝国大学経済学部教授の中川与之助と結婚、3子をもうける。中川は苦学から身を起こして帝大教授となった人物であったが、結婚生活は幸せなものではなかった。
1942年、吉沢義則主宰の歌誌「ハハキギ」に入会。1944年、島文次郎の妻で教師の楳乃が自宅で開いていた古典講義会で歌人の川田順に出会い、師事して頻繁に出入りするようになるうちにやがて恋へと発展した。一方、夫の中川は敗戦後の公職追放で帝大を辞職させられていた。
二人の不倫関係は1947年に中川の知るところなり、家庭内は騒然とした。俊子の母が川田を訪ねて、離婚した場合は俊子を入籍してくれるのかを問い、川田は了承の返事をした。翌1948年1月に長女が結婚して家を出、同年7月には俊子も家を出て実家に戻り、翌月、中川との離婚が成立した。これで川田との再婚に障害はなくなったが、同年11月に、川田は自責の念に苦しんで自殺未遂を起こした。
自殺敢行前に川田が友人らに遺書を送り、懇意にしていた朝日新聞の嘉治隆一出版局長に告白記を送っていたことから朝日新聞が12月4日に、川田の恋歌の一節「墓場に近き老いらくの　恋は怖るる何ものもなし」からとった「老いらくの恋は怖れず」を見出しに報じ、「老いらくの恋」が流行語になった。俊子は1949年3月に川田と再婚し、京都から神奈川に居を移した。以降は、川田俊子の名義で著作活動を行うこともあった。女人短歌会会員であった。
この事件は志賀直哉の戯曲『秋風』（1949年）、辻井喬の小説『虹の岬』（1994年）のモデルとなった。
俊子は『主婦の友』1949年2月号に手記「真実に生きる悩み」を寄稿したほか、『黄昏記』など回想記や随筆で当時の心境を語っているが、川田との出会いのきっかけを作った島文次郎の妻楳乃が川田に好意を寄せていたと書いたことから、島夫婦と親しかった大阪市立大学教授の平野梅代（日系米国人の英語学者）は、楳乃を冒涜する「下衆の勘繰り」であり、故人を語る俊子の品性を疑うと痛烈に批判した。

## 家族
- 父・真順 - 真如堂の東陽院の僧侶
- 夫・中川与之助 - 東陽院の元下宿人。のち大学教授
  - 与之助との間に長女・長男・二女
- 夫・川田順 - 住友財閥幹部、歌人

## 著書
- 『宿命の愛』鈴鹿俊子 実業之日本社 1949
- 『虫 鈴鹿俊子歌集』白玉書房 1956
- 『女のこころ』鈴鹿俊子 春秋社 1964
- 『女性の愛の歌 「万葉集」-「みだれ髪」』川田順、川田俊子 協同出版 1966
- 『随筆死と愛と』川田俊子 読売新聞社 1970
- 『黄昏記 回想の川田順』鈴鹿俊子 短歌新聞社 1983
- 『素香集 歌集』鈴鹿俊子 石川書房(女人短歌叢書)　1986
- 『鈴鹿俊子歌集 「素香集」とその後』芸風書院(日本現代歌人叢書)　1987
- 『夢候よ』鈴鹿俊子 博文館新社 1992

## 関連書
- 『過ぎし愛のとき』「歌人・鈴鹿俊子の八十年」早瀬圭一